# Saint-Créac (Alti Pirenei)
Saint-Créac è un comune francese di 92 abitanti situato nel dipartimento degli Alti Pirenei nella regione dell'Occitania.

## Società

### Evoluzione demografica
Abitanti censiti